# Muhammad Shah Rukh
Shazada Muhammad Shah-Rukh (nascido em 2 de outubro de 1926) é um ciclista paquistanês. Ele representou sua nação durante os Jogos Olímpicos de Verão de 1948 e Melbourne 1956.